# Ivindo
Ivindo – rzeka w Gabonie, najważniejszy dopływ Ogowe. Przepływa przez Park Narodowy Ivindo.